# Saarepeedi kommun
Saarepeedi vald är en kommun i Estland.   Den ligger i landskapet Viljandimaa, i den centrala delen av landet, 120 km söder om huvudstaden Tallinn. Antalet invånare är 1 222. Arean är 98 kvadratkilometer.
Terrängen i Saarepeedi vald är platt.
Följande samhällen finns i Saarepeedi vald:
- Saarepeedi
- Karula
- Peetrimõisa
- Välgita